# Diospyros coccolobifolia
Diospyros coccolobifolia är en tvåhjärtbladig växtart som beskrevs av Carl Friedrich Philipp von Martius och Friedrich Anton Wilhelm Miquel. Diospyros coccolobifolia ingår i släktet Diospyros och familjen Ebenaceae. Inga underarter finns listade i Catalogue of Life.